# Église Santa Maria dei Miracoli
Pour les articles homonymes, voir Église Santa Maria dei Miracoli (Naples) et Église Santa Maria dei Miracoli presso San Celso.
L’église Sainte-Marie-des-Miracles (Santa Maria dei Miracoli) est une petite église de Venise, sise dans le sestiere de Cannaregio, éponyme du rio qui la borde.

## Histoire

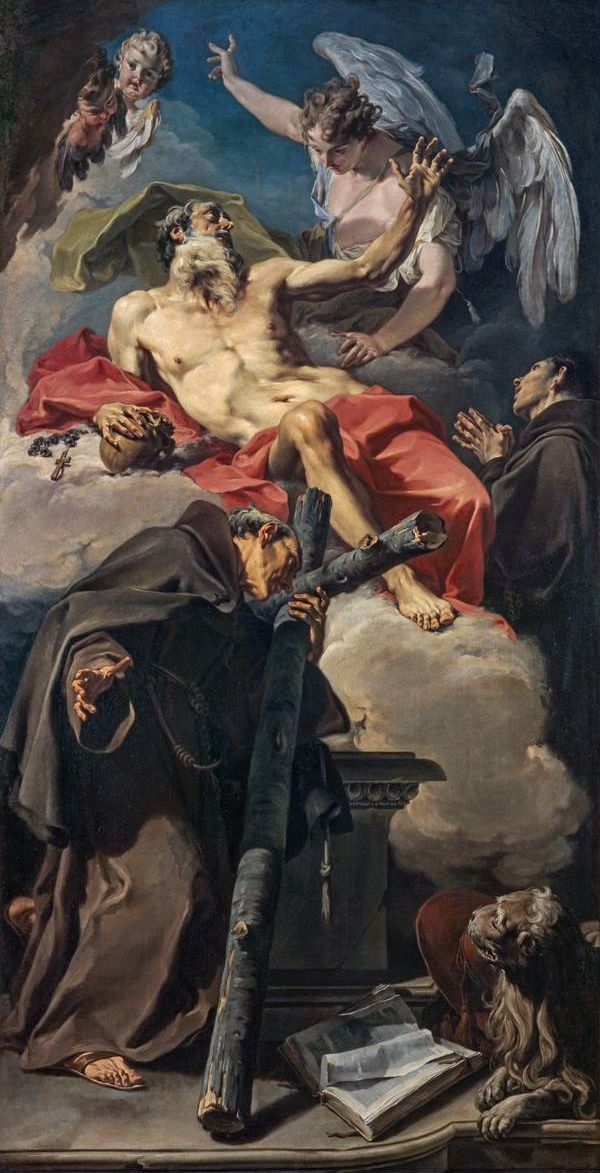
L'Apothéose de Saint Jérôme et Pierre d'Alcantara
Giambattista Pittoni, 1725
National Gallery of Scotland

Dans la deuxième moitié du XVe siècle, il existait une peinture placée à l’angle de la maison d'un certain Angelo Amadi et considérée comme miraculeuse par les habitants du quartier. Ceux-ci avaient recours à elle pour solliciter de nombreuses grâces, d'où la nécessité, pour lui rendre hommage, d'une construction digne des miracles dus à ce tableau de la Vierge.
Le projet fut confié par le recteur de Santa Marina, Marco Tazza, à l'architecte Pietro Lombardo qui, avec l’aide de ses fils, dessina et construisit cette petite église de 1480 à 1487, consacrée le 31 décembre 1489. Le nouveau couvent tout proche fut peuplé par douze sœurs franciscaines de Sainte-Claire de Murano.
Au cours du XVIe siècle, l'intérieur connut plusieurs modifications.
Vers 1725, Giambattista Pittoni a peint pour l'autel un retable L'Apothéose de Saint Jérôme et Pierre d'Alcantara, aujourd'hui conservé à la National Gallery of Scotland à Édimbourg. L'église était dirigée par des religieuses franciscaines et au premier plan se trouve un frère franciscain qui peut être identifié comme le célèbre prédicateur espagnol du XVIe siècle, saint Pierre d'Alcantara. Il met l'accent sur le caractère spirituel de l'événement, expérimentant intérieurement la vision de saint Jérôme.
En 1810, la communauté fut dissoute par décret royal. Le monastère fut alors privatisé, tandis que l'église fut soumise à la paroisse Saint-Cantien. Entre 1865 et 1867, l'église fut dignement restaurée sous le parrainage de S. M. la reine Marguerite de Savoie (reine d'Italie). En 1997, elle fut restaurée pour permettre aux touristes et aux Vénitiens d’apprécier ses beautés artistiques.

## L'extérieur
L’église possède une structure rectangulaire. La façade donne sur le campo dei Miracoli, le côté droit et l’abside sur des rues étroites, pendant que le côté gauche est longé par le Rio dei Miracoli.
La façade se compose de trois niveaux : le niveau inférieur avec des chapiteaux corinthiens soutenant une architrave, le niveau intermédiaire, ionique, composé de cinq arcs aveugles, le niveau supérieur en forme de demi-cercle décoré d’une rosace, de trois oculi et de deux cercles de marbres.
Toute la façade est recouverte de marbres polychromes, de couleur serpentine verte, jaune, blanche et rouge porphyre. Au-dessus du portail se trouve un tympan courbe, décoré d’un buste de la Vierge avec l’Enfant Jésus, œuvre du sculpteur Giorgio Lascaris datée de 1480.

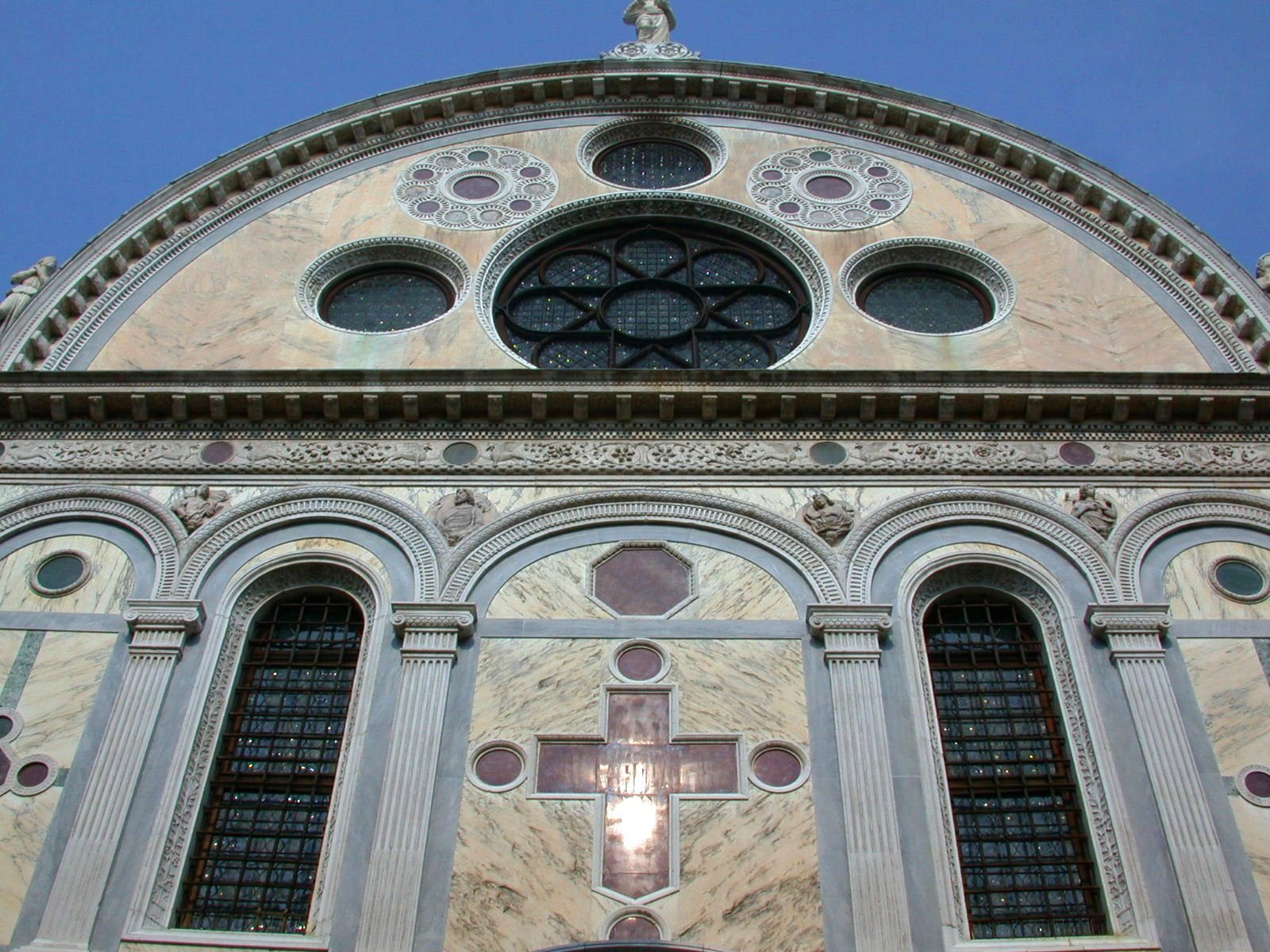
Le sommet de la façade
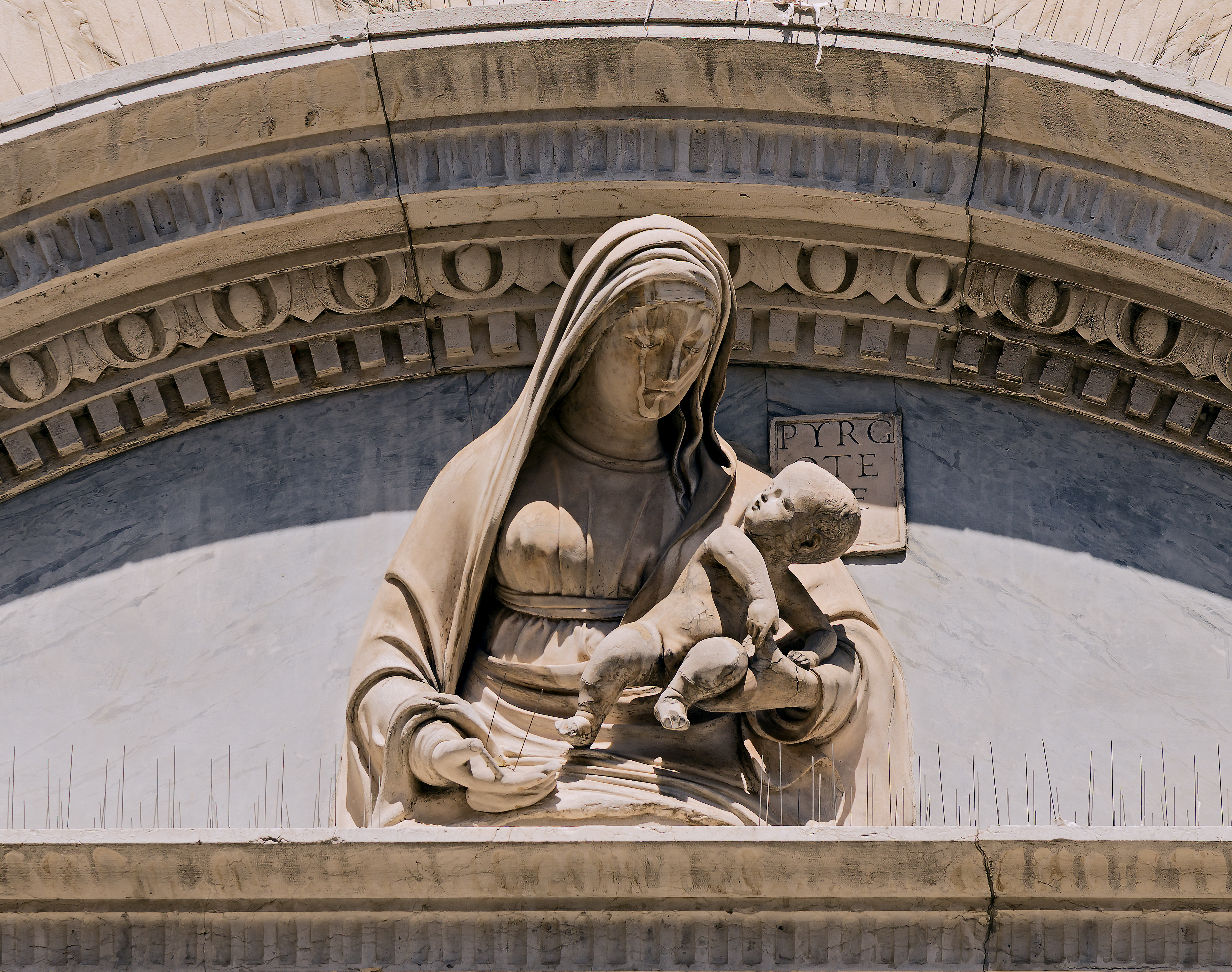
La Vierge à l'Enfant de Giorgio Lascaris de 1480

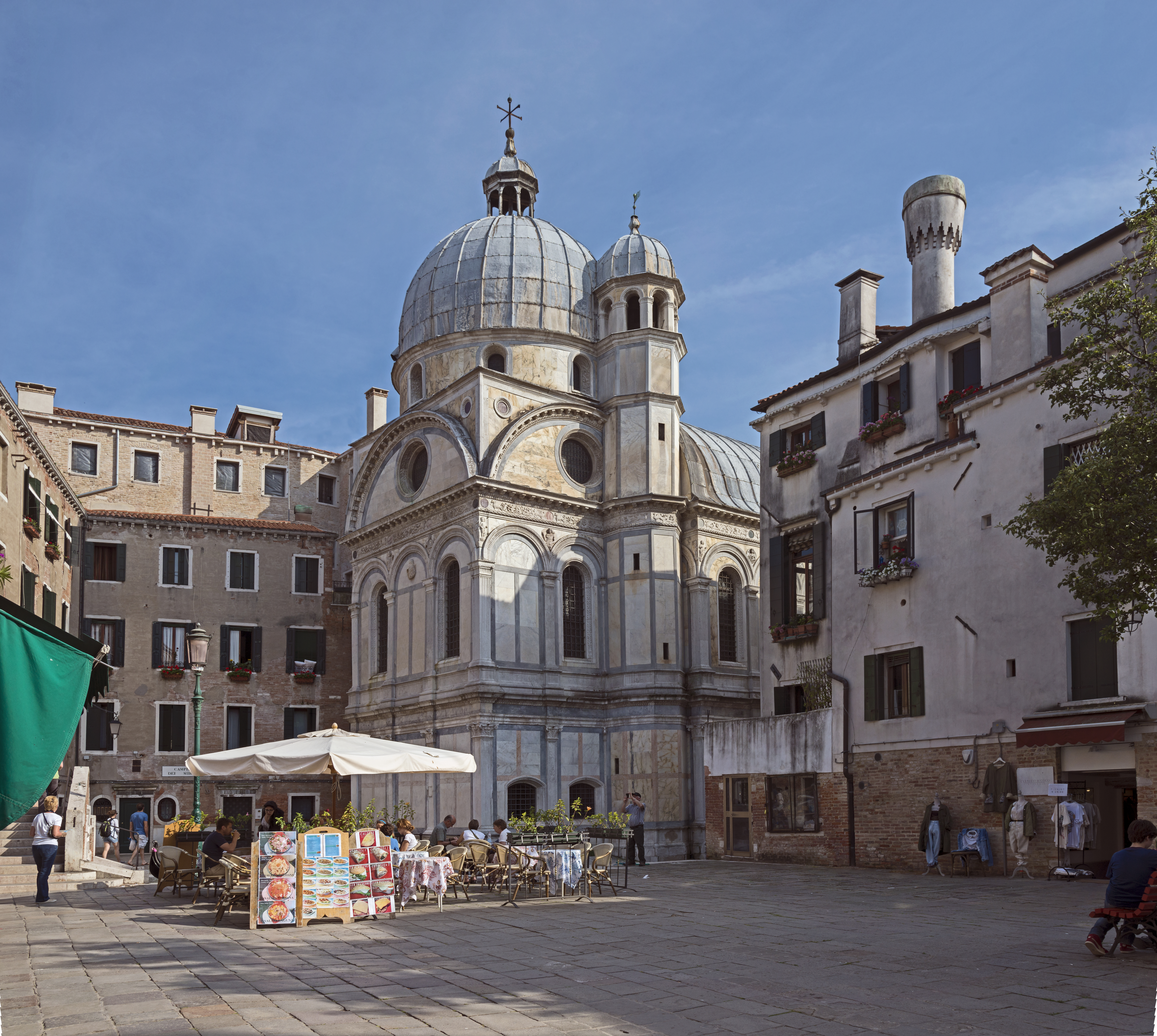
L'abside et son dôme
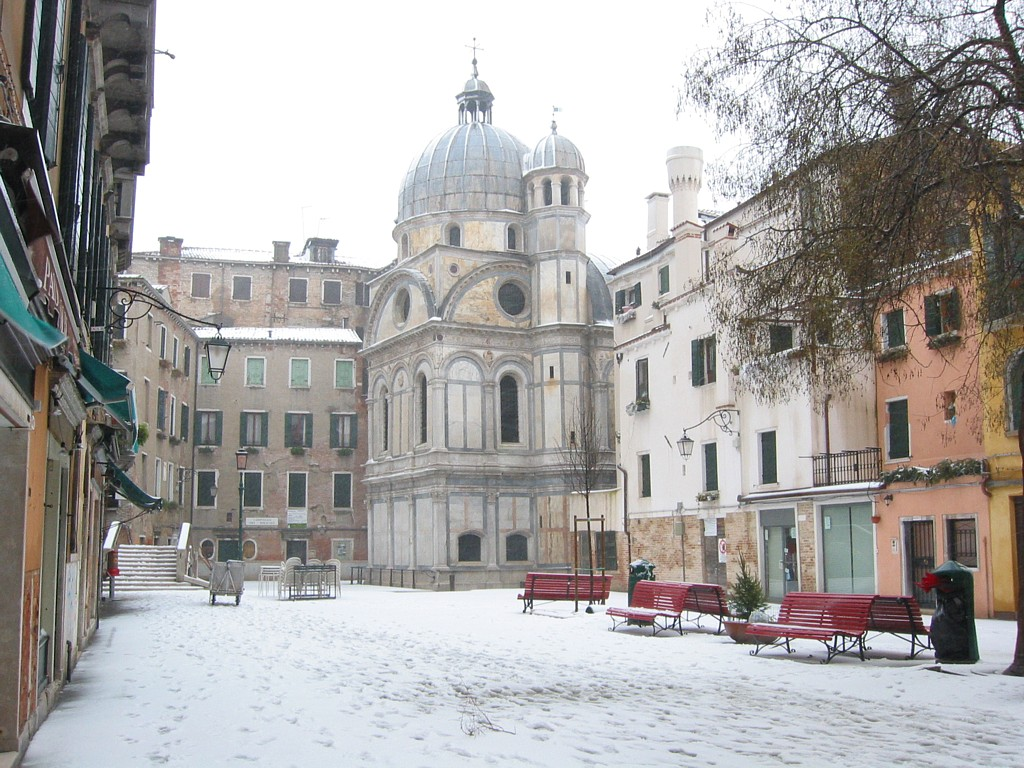
Sous la neige

## L’intérieur
L’intérieur est composé d’une nef unique sous une voûte en berceau à caissons où sont représentés prophètes et patriarches. Un escalier pentu conduit au niveau rehaussé du chœur, élégamment décoré d’une balustrade avec quatre statues et deux chaires polygonales, le tout en marbre polychrome.
L'espace rectangulaire autour de l’autel et l’abside est surmonté d'un dôme. Tous les murs sont revêtus de marbre blanc, rose et serpentine, décorés de bas-reliefs et d’incrustations.
La délicatesse de l'église en fait un des lieux favoris des Vénitiens pour se marier.

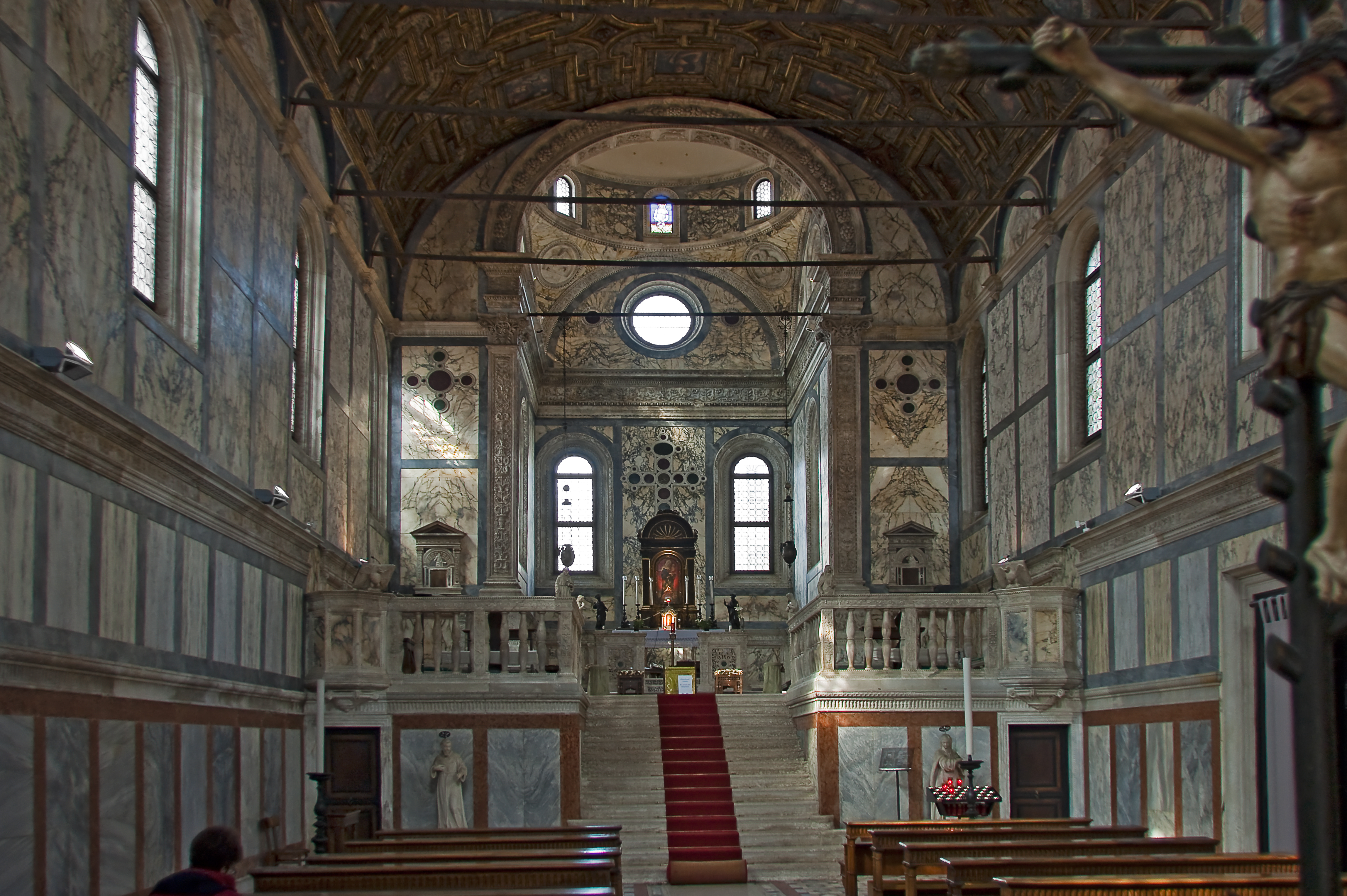
L’intérieur
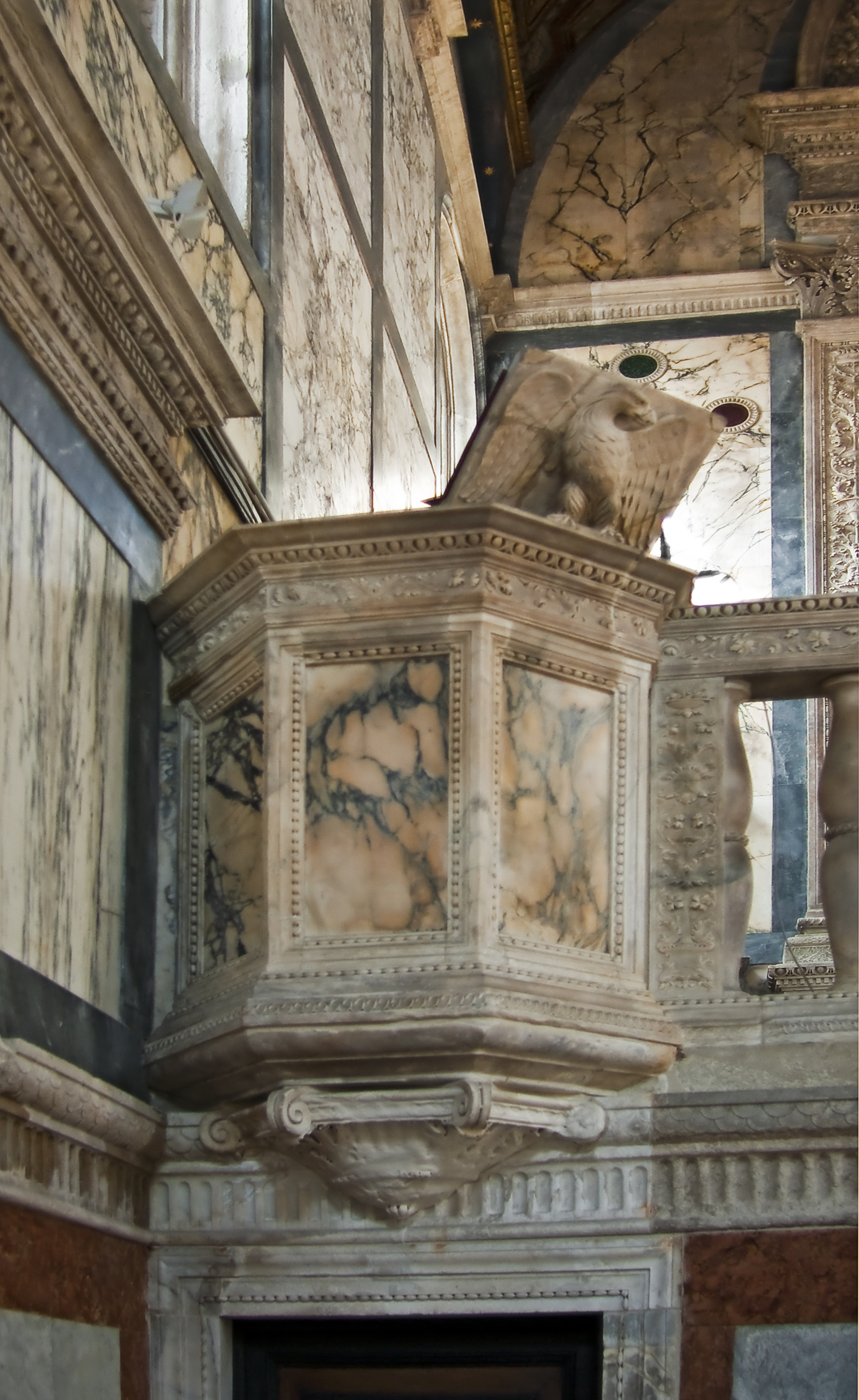
La chaire
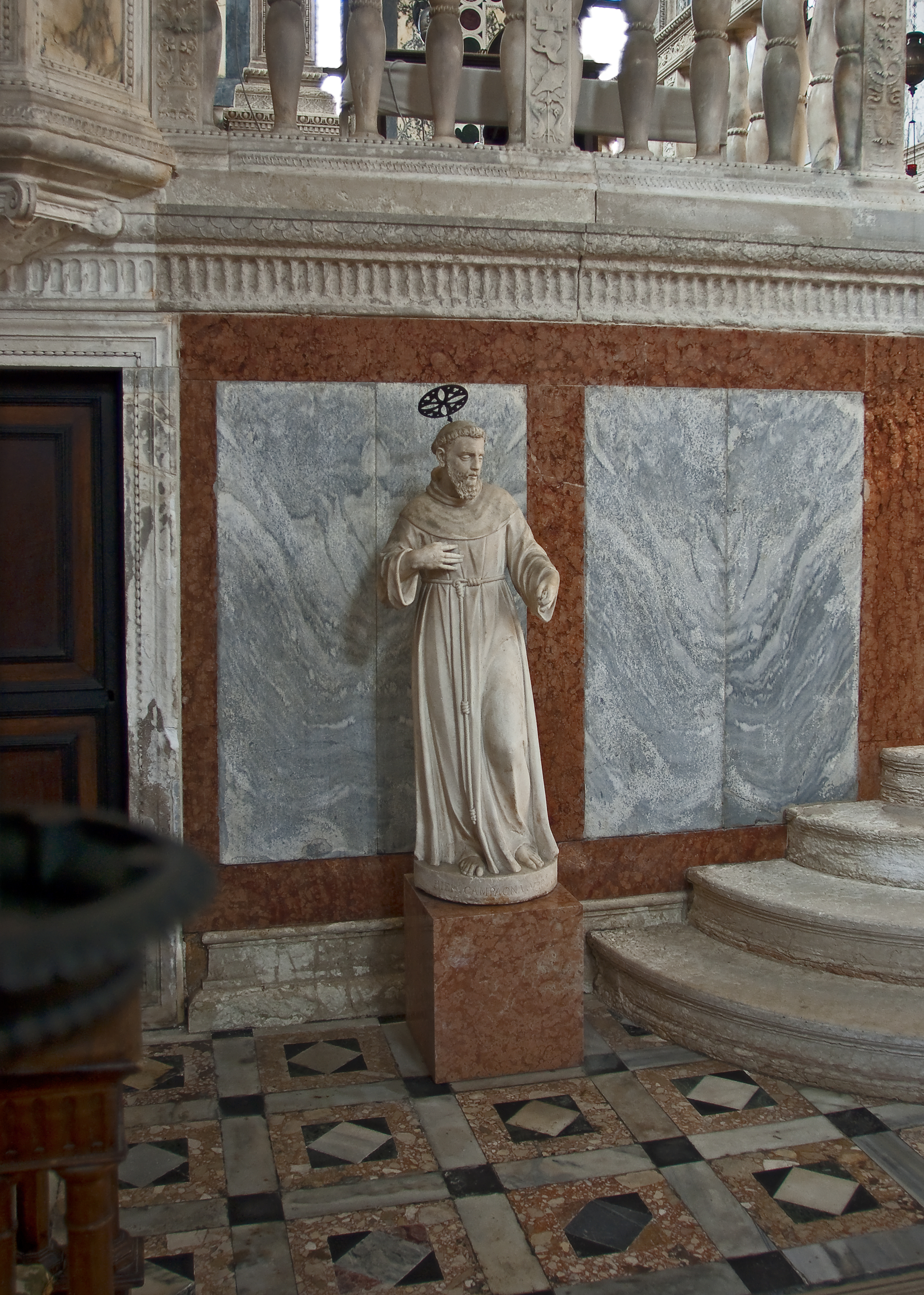
François d'Assise par Girolamo Campagna
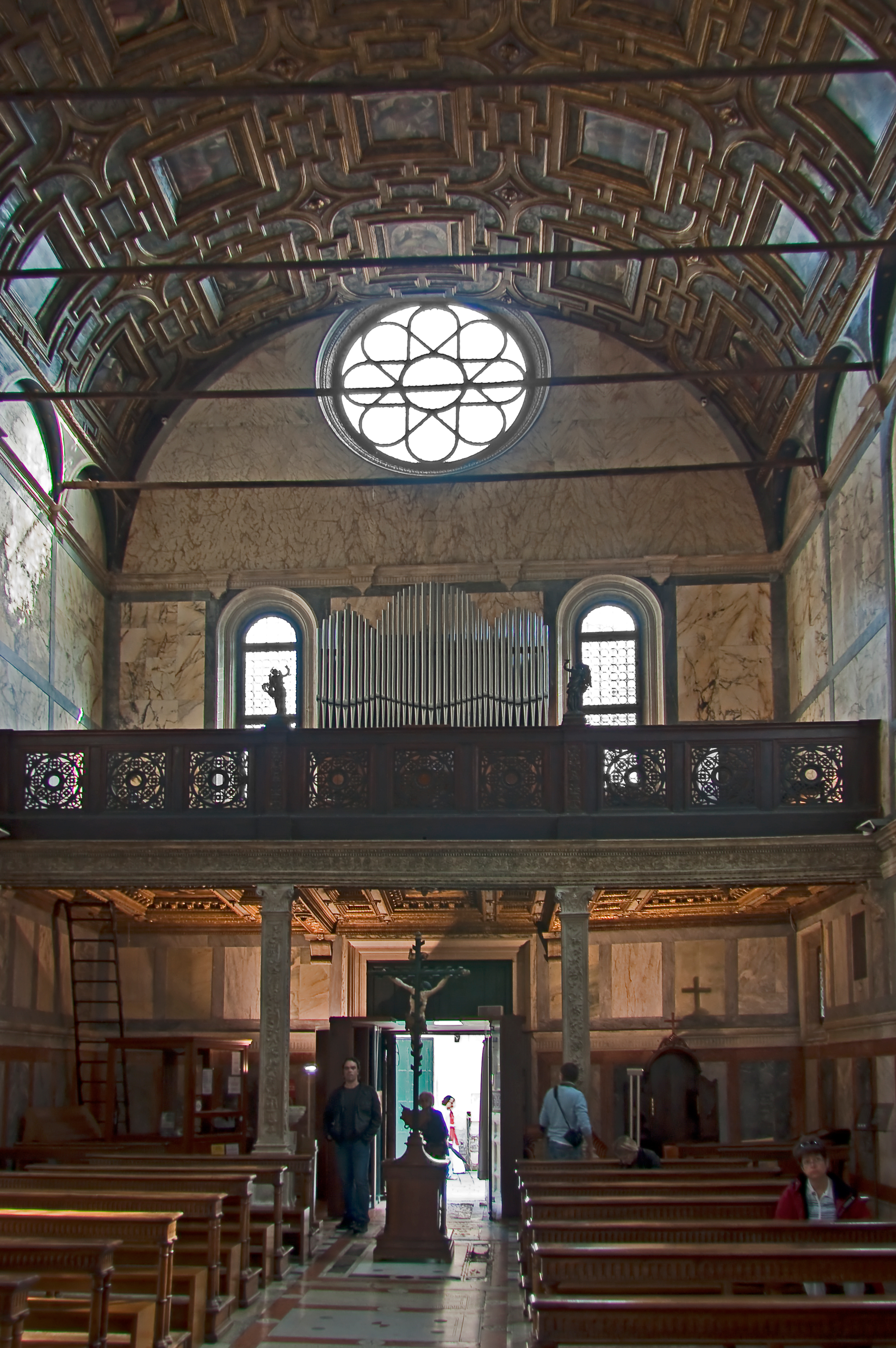
L'orgue
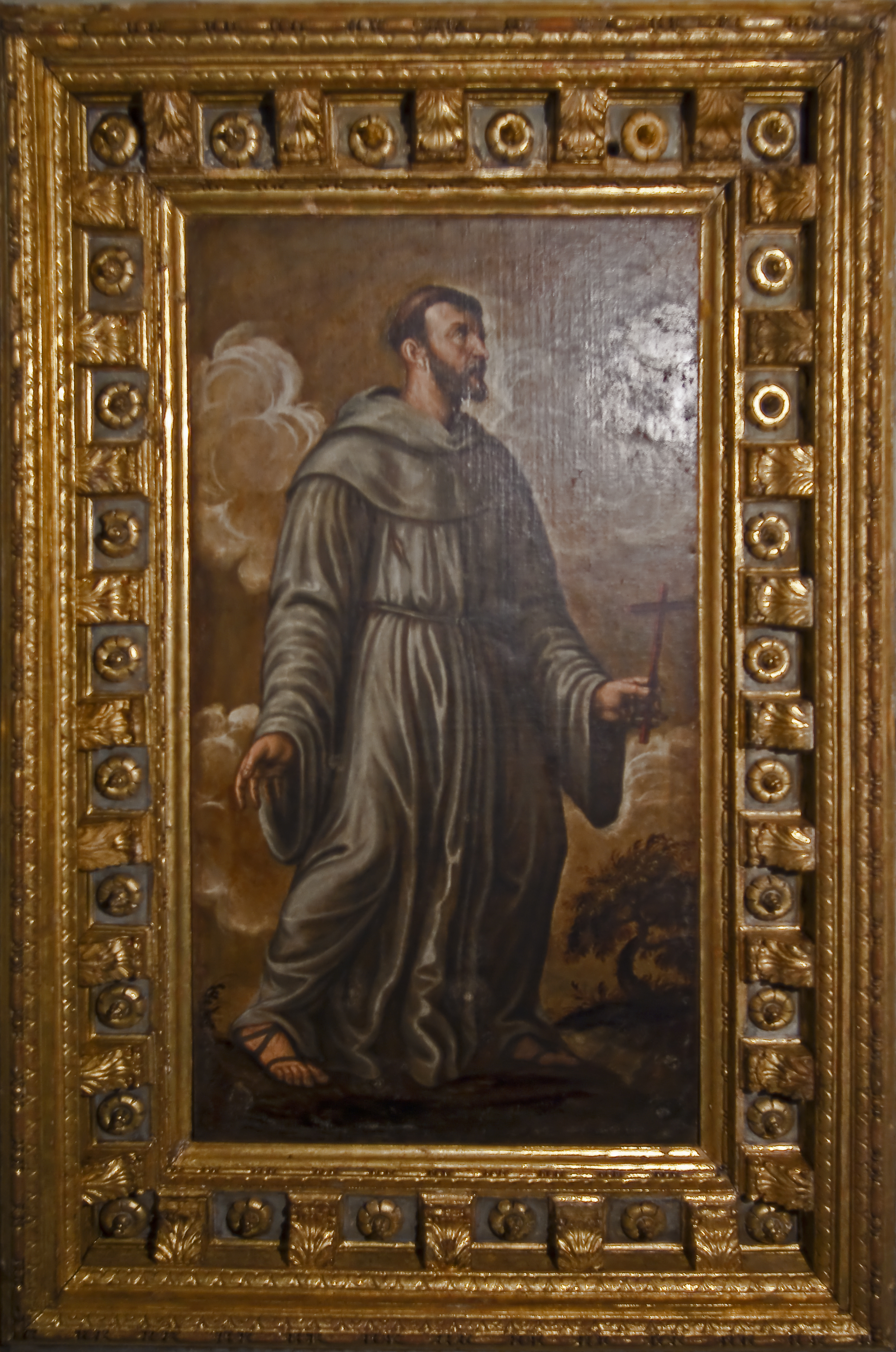
Caisson du plafond de l'entrée
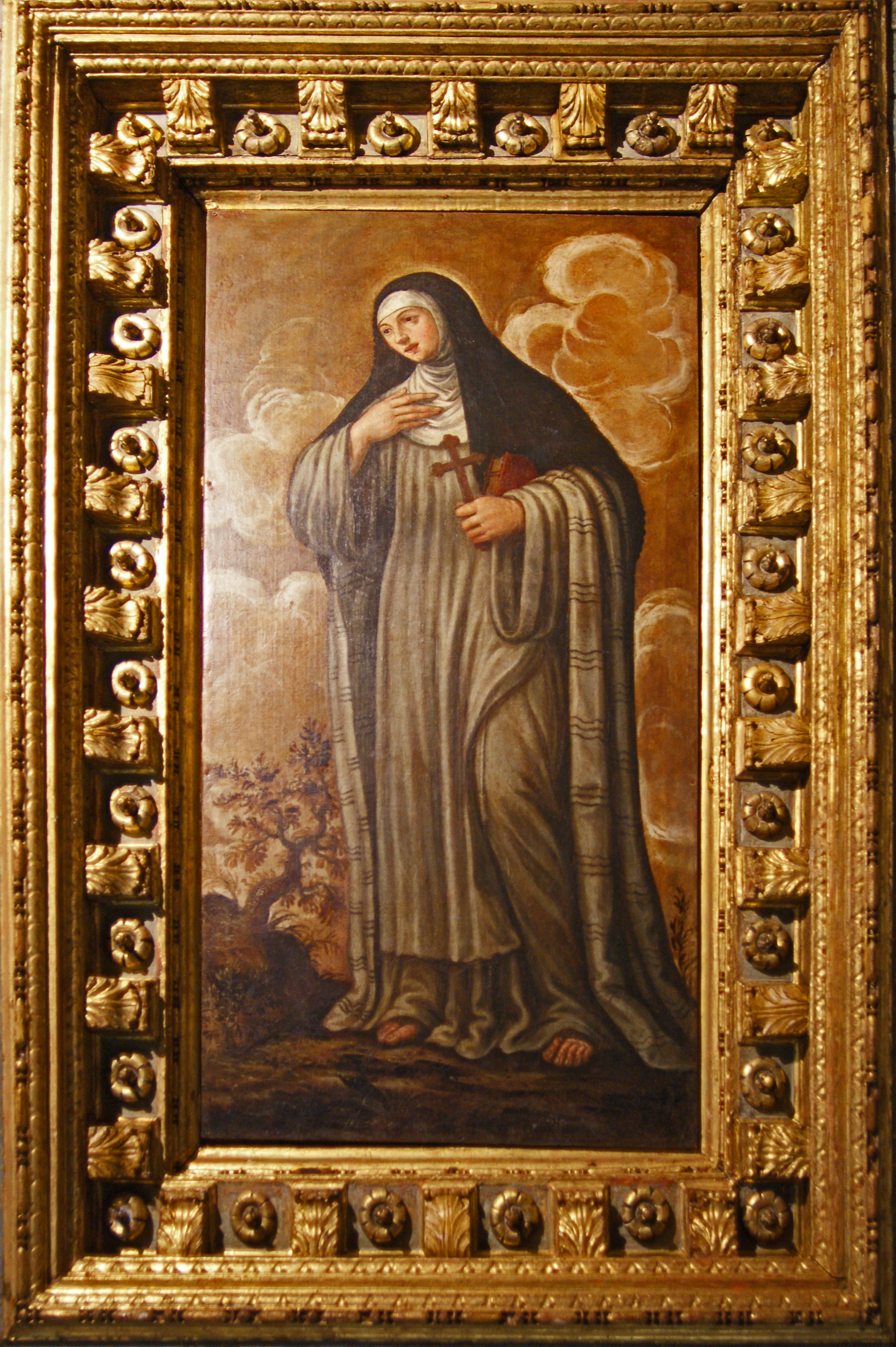
Caisson du plafond de l'entrée